# 덴버 콜리시엄
덴버 콜리시엄(영어: Denver Coliseum)는 미국 콜로라도주 덴버에 위치한 실내 경기장이다. 과거 ABA 덴버 로키츠와 CHL 덴버 커트스로트스 그리고 IHL 덴버 매버릭스, 콜로라도 레인저스, 덴버 레인저스의 홈경기장으로 사용했다.